# DVD

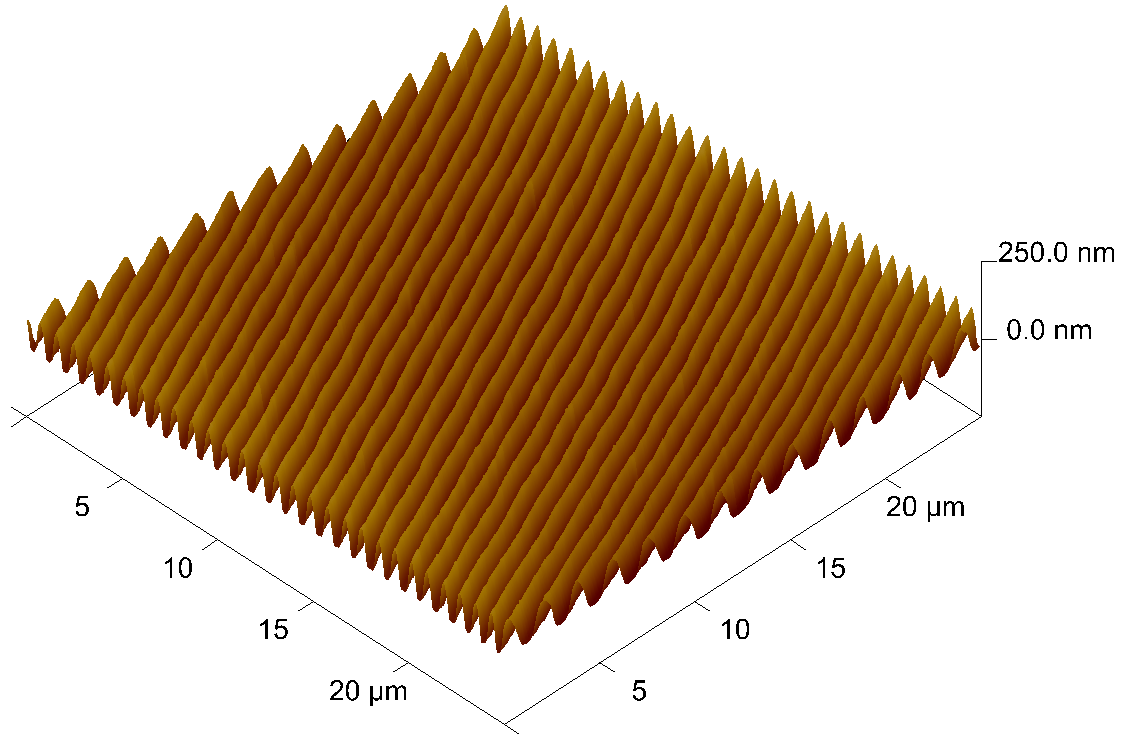
Obraz uzyskany za pomocą AFM: powierzchnia DVD

DVD (Digital Video Disc lub Digital Versatile Disc) – rozpowszechniony w roku 1995 standard zapisu danych na optycznym nośniku danych, podobnym do CD-ROM (te same wymiary: 12 lub 8 cm), lecz o większej pojemności uzyskanej dzięki zwiększeniu gęstości zapisu.
Płyty DVD dzielą się na przeznaczone tylko do odczytu DVD-ROM oraz umożliwiające zapis na płycie DVD-R, DVD-R DL, DVD-RW, DVD+R, DVD+R DL, DVD+RW, DVD-RAM.

## Nazwa
Ten skrótowiec rozwinięty był jako Digital Versatile Disc – cyfrowy dysk ogólnego przeznaczenia. Nazwą oficjalną jest tylko DVD. Wymowa upowszechniona w języku polskim i angielskim to: di-wi-di.

## Technologia zapisu

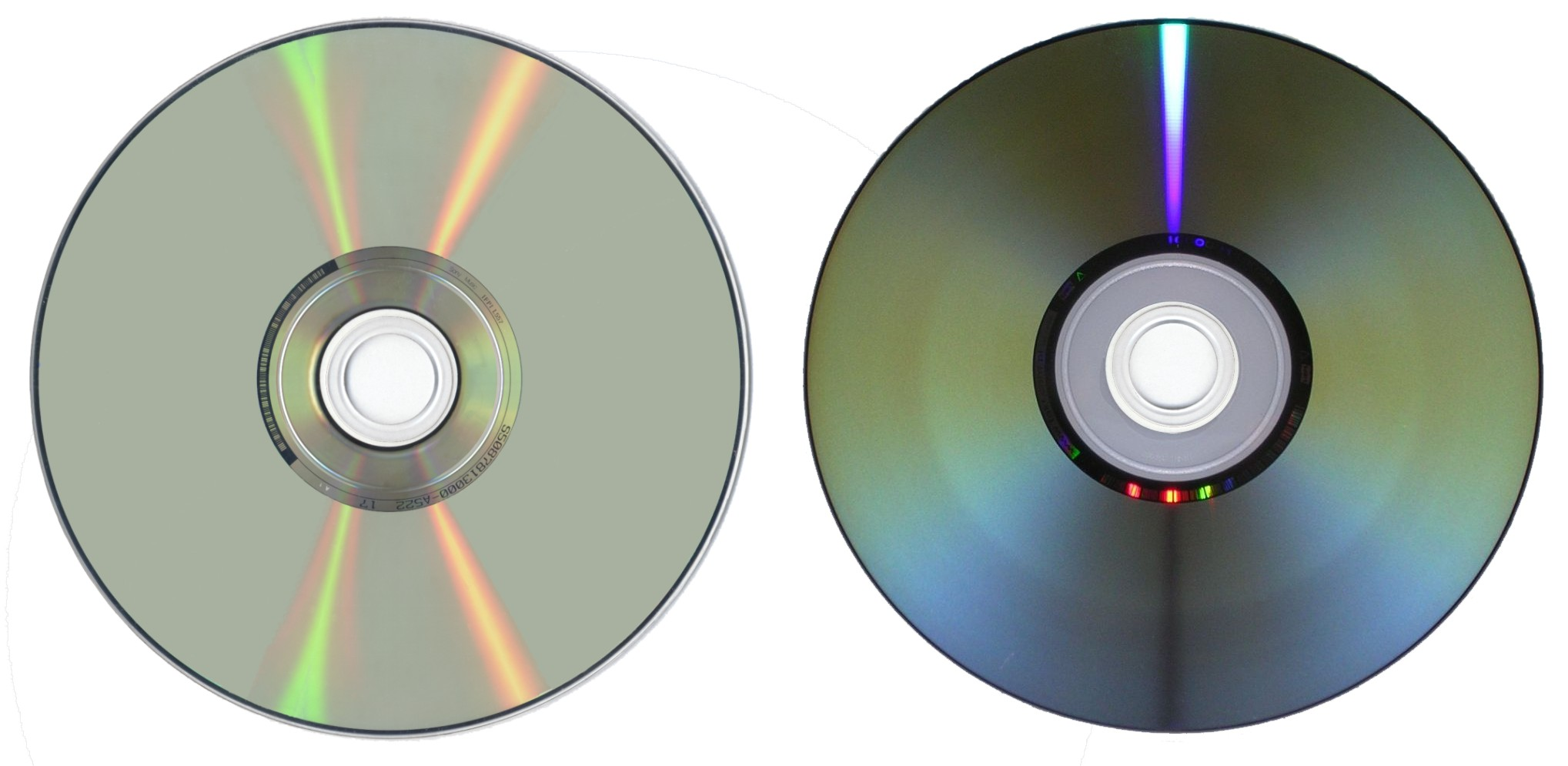
Płyta tłoczona (DVD-V) i płyta do zapisu (DVD-R)

W zamyśle twórców format DVD powstał do cyfrowego zapisu materiałów wideo, jednak rosnące zapotrzebowanie przemysłu komputerowego na nośniki o większej pojemności sprawiło, że DVD stał się formatem uniwersalnym. Dzięki użyciu do odczytu płyt DVD wiązki światła lasera o krótszej długości fali niż ta używana do odczytu płyt CD, przy tej samej wielkości (średnicy) płyt DVD i CD możliwe stało się umieszczenie na płytach DVD większej ilości gęściej upakowanych ścieżek.
Format DVD, wynaleziony w roku 1995, na przełomie XX i XXI wieku stał się jednym z najpopularniejszych nośników materiałów wideo na świecie, a zarazem następcą popularnego pod koniec XX wieku amatorskiego formatu VHS, wynalezionego w roku 1976. Rozdzielczość VHS wynosiła 320x576 pikseli, natomiast rozdzielczość DVD to 720x576 pikseli. W związku z tym format DVD jest pierwszym w historii masowo rozpowszechnionym nośnikiem wideo, który dorównał jakością, a zarazem rozdzielczością, profesjonalnym nośnikom wideo, takim jak na przykład używana do produkcji telewizyjnej analogowa taśma Betacam SP (440x576 pikseli) z 1986 roku czy cyfrowa taśma DigiBeta (rozdzielczość równa DVD) z 1993 roku. Format DVD to również pierwszy w historii popularny nośnik wideo, który zapewnił prawidłową ostrość obrazu, w przeciwieństwie do formatu VHS, który oferował gorszą ostrość niż profesjonalna kolorowa taśma magnetyczna do rejestracji materiałów audiowizualnych, wynaleziona przez firmę Ampex w 1958 roku, i używana tylko przez nadawców telewizyjnych. Jedną z głównych zalet i powodów popularności DVD jest także wyjątkowa trwałość, w przeciwieństwie do formatu VHS, którego nośniki ulegały ciągłej destrukcji wraz z upływem czasu przez rozmagnetyzowanie, a także przez każde kolejne odtwarzanie (poprzez stały kontakt głowicy odczytującej z taśmą), które mechanicznie zużywało i stopniowo niszczyło taśmę. Dodatkowa zaleta DVD to niewielkie rozmiary i bardzo prosta budowa.
Na płytach DVD zastosowano także dwie warstwy nałożone jedna na drugą, w których można dokonywać zapisu. Warstwa dolna jest warstwą półprzezroczystą. Wiązka lasera w zależności od długości fali i kąta nachylenia może czytać informacje zapisane na warstwie położonej niżej lub też z warstwy wyższej. Kolejną zmianą w stosunku do CD jest możliwość zastosowania krążków DVD o obustronnym zapisie.
W przeciwieństwie do CD, DVD musi zawierać system plików. System plików stosowany na DVD to UDF, będący rozszerzeniem standardu ISO 9660, który używany jest do zapisu danych na CD.
O tytuł następcy formatu DVD walczyły technologie HD DVD i Blu-ray, dyski optyczne o pojemności odpowiednio 15 GB na warstwę i 25 GB na warstwę. Zwycięzcą został format Blu-ray, zaś HD DVD nie przyjęło się na rynku.

## Pojemność dysków
Nośniki w zależności od typu mogą pomieścić od 4,38 GiB, czyli 4,7 GB (jednowarstwowe, jednostronne płyty, powszechnie znane jako DVD5) do ponad 17 GB danych (płyty dwuwarstwowe, dwustronne). Płyty mają średnicę 12 cm, natomiast grubość nośnika wynosi 1,2 mm.
Najbardziej obrazowo pojemność płyt DVD przedstawia poniższa tabelka:
| Standard                             | DVD5              | DVD9              | DVD10             | DVD18                |
| ------------------------------------ | ----------------- | ----------------- | ----------------- | -------------------- |
| Średnica płyty                       | 12 cm             | 12 cm             | 12 cm             | 12 cm                |
| Liczba stron                         | 1                 | 1                 | 2                 | 2                    |
| Liczba warstw                        | 1                 | 2                 | 1                 | 2                    |
| Pojemność                            | 4,38 GiB (4,7 GB) | 7,90 GiB (8,5 GB) | 8,75 GiB (9,4 GB) | 15,90 GiB (17,08 GB) |
| Czas trwania filmu video MPEG-2 (SP) | 2 godziny         | 4 godziny         | 4 godziny         | 7 godzin 15 minut    |

Dodatkowo krążki -R i +R różnią się nieznacznie pojemnością (dane dla 12 cm):
| Typ dysku | Liczba sektorów | bajtów        | MiB       | GB  | GiB   | Szybkość |
| --------- | --------------- | ------------- | --------- | --- | ----- | -------- |
| DVD-R SL  | 2 298 496       | 4 707 319 808 | 4 489,25  | 4,7 | 4,384 | 16x      |
| DVD+R SL  | 2 295 104       | 4 700 372 992 | 4 482,625 | 4,7 | 4,378 | 16x      |
| DVD-R DL  | 4 171 712       | 8 543 666 176 | 8 147,875 | 8,5 | 7,957 | 8x       |
| DVD+R DL  | 4 173 824       | 8 547 991 552 | 8152      | 8,5 | 7,961 | 8x       |

## Odtwarzacz DVD

Oznaczenie odtwarzaczy DVD

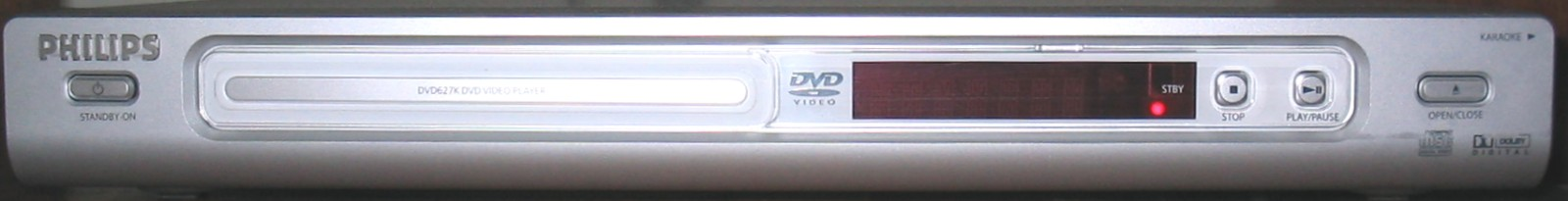
Odtwarzacz DVD Philips

Urządzenie odtwarzające płyty DVD, spełniające standardy DVD-Video i DVD-Audio.
Większość odtwarzaczy DVD wymaga podłączenia do telewizora, ale istnieją również przenośne odtwarzacze DVD z wbudowanym niewielkim monitorem LCD.
Odtwarzacz DVD powinien również:
- odczytywać dysk DVD w formacie ISO i UDF wersja 1.2
- odczytywać i przestrzegać regionów DVD oraz wyświetlać ostrzeżenie, jeśli użytkownik nie może odtworzyć danego dysku
- wysyłać sygnał wideo analogowy (w formacie NTSC, PAL lub SECAM) przez połączenia composite video, S-Video, SCART lub component video albo cyfrowy przez DVI lub HDMI.

Większość odtwarzaczy DVD pozwala również na odtwarzanie płyt CD (CD-Audio, MP3 itp.) oraz Video CD (VCD) i zawiera dekoder kina domowego (np. Dolby Digital, Digital Theatre System (DTS)). Niektóre nowsze modele odtwarzają też pliki wideo w formacie MPEG-4 ASP (tzw. DivXy), spopularyzowane w Internecie, a polskie odtwarzacze umożliwiają odtwarzanie ich z dopasowanymi napisami w formacie *.txt.